# 손상정
손상정(1982년 4월 7일 ~ )은 전 LG 트윈스, KIA 타이거즈 소속 야구선수다. 스피드 부족 탓인지 2005년에만 1군 등판 기록이 있는데, 당시 6경기 2.84의 평균자책점을 기록했다. 트레이드로 이적한 2006년에는 KIA 타이거즈 소속으로 2군 남부리그 방어율 1위를 차지하기도 했다.

## 출신 학교
- 세광고등학교
- 원광대학교

## 같이 보기
- 2005년 LG 트윈스 시즌